# Planeten
Planeten är en TV-serie som sändes i SVT år 2006. Planeten är ett av de största dokumentärprojekten någonsin i Norden, och är en följd av ett projekt som startade ungefär åtta år tidigare.